# Eschmar
Eschmar ist eine der zwölf Ortschaften von Troisdorf im nordrhein-westfälischen Rhein-Sieg-Kreis.
Eschmar schließt an Sieglar an. Es ist ein kleiner Ort, der zwei Aspekte aufweist: Einen alten, gewachsenen Kern und einen neuen Teil, die sogenannte Gartenstadt, die 2004 ihr 30-jähriges Bestehen feiern konnte. Ab 2018 wurde die Gartenstadt durch das Neubaugebiet „Eschmar-West“ erweitert.

## Geschichte
Im Güterverzeichnis des Cassius-Stiftes wurde der Ort 832 als Marca Asiamariorum erstmals erwähnt. Nach 1060 stattete Erzbischof Anno II. die Abtei Siegburg mit Besitz in Eschmar (Ascmere) aus, und König Heinrich IV. schenkte 1068 dem Kloster ein Gut zu Eschmar (Asmeri). 1555 gehörte die Honschaft Eschmar zum Kirchspiel und Landgericht Sieglar im bergischen Amt Löwenburg.
Eschmar war bis 1918 eine eigenständige Gemeinde und gehörte zur Bürgermeisterei Sieglar.
Die Gemeinde hatte 1885 eine Fläche von 334 ha, davon 311 ha Acker- und 1 ha Wiesenfläche. Neben Eschmar selbst gehörte noch die Eschmarer Mühle zur Gemeinde. Es gab in der Gemeinde 1885 80 Wohngebäude (einschließlich unbewohnter) mit 81 Haushalten. Dort lebten 406 Einwohner (207 Männer und 199 Frauen), davon neun in der Eschmarer Mühle. Alle Einwohner waren Katholiken.
Am 1. April 1918 wurde Eschmar in die Gemeinde Sieglar eingemeindet. Zusammen mit Sieglar kam Eschmar am 1. August 1969 nach Troisdorf.

### Einwohnerentwicklung
| Jahr | Einwohner |
| ---- | --------- |
| 1816 | 285       |
| 1843 | 375       |
| 1871 | 385       |
| 1905 | 378       |
| 1914 | 439       |
| 1961 | 593       |
| 2011 | 3.181     |
| 2020 | 3.142     |

## Sehenswürdigkeiten
In die Liste der Baudenkmäler in Troisdorf sind für Eschmar zahlreiche Anwesen aufgenommen worden. Neben der Pfarrkirche St. Johannes gehören unter anderem dazu
- Eschmarer Fachwerkhäuser[9]
- Wegekreuze[10]
- die katholische Pfarrkirche St. Peter und Paul, die das Zentrum des alten und gewachsenen Ortskerns prägt[11]
- die Eschmarer Mühle.